# Kołomyjka (muzyka)

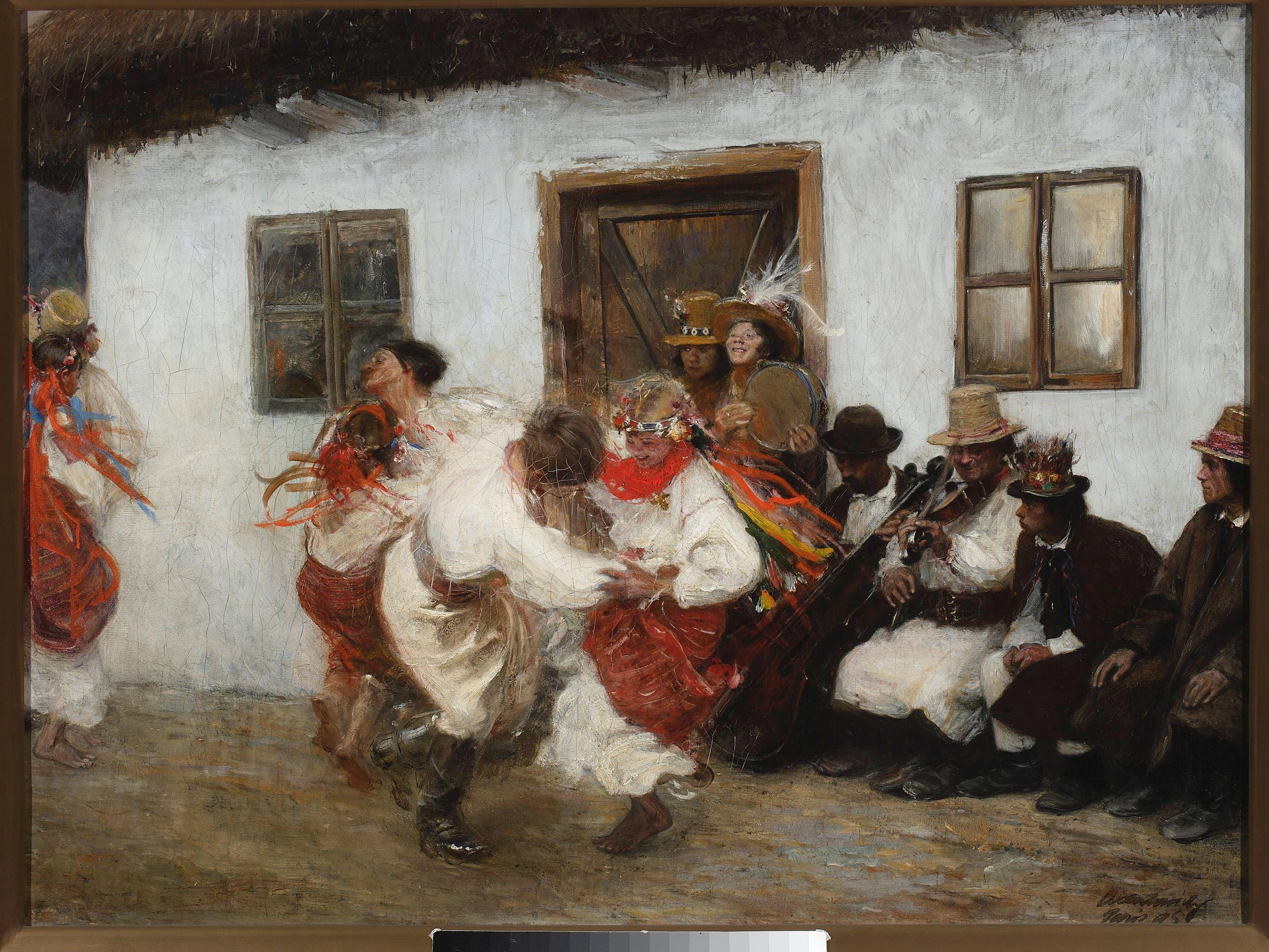
Obraz Teodora Axentowicza Kołomyjka (1895)

Kołomyjka (ukr. кoлoмийкa) – taniec ludowy związany z Europą Południowo-Wschodnią (przede wszystkim Ukraina – tereny karpackie i Podole, ale też Mołdawia, Rumunia) charakterystyczny dla różnych grup etnicznych zamieszkujących te tereny. W metrum jest parzystym (zazwyczaj 2/4). Tempo jest dość żywe, charakterystyczną cechą jest rosnące (w miarę tańczenia) tempo. Kołomyjka nawiązuje do tańców góralskich.
Kołomyjka to również ukraińska pieśń liryczna.
O kołomyjce wspominają słowa refrenu popularnej pieśni Józefa Korzeniowskiego Czerwony pas (Dla Hucuła nie ma życia, jak na połoninie):

Tam szum Prutu, Czeremoszu

Hucułom przygrywa,

A ochocza kołomyjka

Do tańca porywa.